# Сахихи, Ашкан
Ашкан Сахихи (Ashkan Sahihi, 27 ноября 1963, Тегеран, Иран) — ирано-американский фотограф, известный своими уникальными фотографическими сериями, а также многочисленными портретами известных лиц.

## Биография
Ашкан Сахихи родился в Тегеране, Иран, и переехал со своей семьей в Западную Германию в возрасте семи лет. Хотя он начал фотографировать ещё подростком, Сахихи прослеживает начало своего профессионального пути в переезде в Нью-Йорк в 1987 году. Город казался ему процветающим «мегаполисом поп-культуры», где он мог делать ту фотографическую работу, которая ему нравилась.
Для немецких печатных СМИ, таких как ZEITmagazin, журнала Süddeutsche Zeitung, Der Spiegel и DUMMY, он фотографировал заключенных в камерах смертников, а также хип-хоп-сцену и мир искусства в центре Нью-Йорка. Его ранние успехи также привлекли внимание таких журналов, как New York Times Magazine, Vice, New Yorker, Rolling Stone, а также американского и японского Vogue, в которых он впоследствии работал в качестве независимого фотографа.
Из-за широко распространенного в фотожурналистике предубеждения, что фотограф должен просто иллюстрировать точку зрения автора, Сахихи чувствовал себя слишком скованно. Именно поэтому, начиная с конца 1990-х годов, он стал работать более концептуально, выходя за рамки фотожурналистики.
В начале 2000-х годов Сахихи жил и работал в Нью-Йорке, Стамбуле и Лондоне, создавая работы, которые стремятся вовлечь в политический дискурс, который, по его мнению, недостаточен. Например, в 2011 году он задокументировал движение Захвати Уолл-стрит в Нью-Йорке. После переезда в Берлин в 2013 году он начал работать над широкомасштабным фото-социологическим исследованием, посвященным женщинам города. В последние годы его работы также несколько раз выставлялись в Берлине. Масштабная ретроспектива фотожурналистской работы нью-йоркских лет была опубликована издательством DISTANZ в сентябре 2020 года. Это коллекция из 224 портретов, снятых в Нью-Йорке с конца 1980-х годов. Среди них такие музыкальные деятели, как Дэвид Боуи, KRS-One, Соланж Ноулз и Ник Кейв, писатели Джоан Дидион, Филип Рот и Ирвин Уэлш, интеллектуалы вроде Эдварда Саида, актёры Уиллем Дефо и Мэгги Чун и режиссёр Питер Гринуэй, а также такие художники, как Дженни Хольцер, Луиза Буржуа, Синди Шерман и Арнульф Райнер. Осенью 2020 года подборка картин была представлена в берлинской галерее.
В дополнение к своей независимой художественной работе Сахихи регулярно выполняет заказные работы.

## Фотографические серии
В своих концептуальных работах, создаваемых с конца 1990-х годов, Сахихи посвятил себя якобы социально забытым и табуированным темам, таким как наркотики, гендерные стереотипы в СМИ или женщины в армии. Сахихи часто помещает изображенное перед необычным фоном и тем самым провоцирует в зрителях неожиданные чувства и новые ощущения.
В ранней серии Faces две белые руки манипулируют чертами лица 18 моделей в соответствии с невидимыми внешними инструкциями. Серия Hypnosis провоцирует через неприкрашенное отображение обнаженных эмоций, вызванных гипнозом.
В 2006 г. Сахихи сфотографировался в жилых помещениях шести бывших подруг и одной бывшей жены для серии Exes, которая печаталась в различных журналах.
Самой известной из ранних концептуальных работ Сахихи является серия Drug Series, для которой он убедил одиннадцать не-пользователей принять тот или иной наркотик. Сфотографировав их на стерильно белом фоне, он хотел обратить внимание на несоответствие между прославлением употребления наркотиков в мире моды и сфере развлечений в США, с одной стороны, и отсутствием реакции на разрушительную проблему злоупотребления наркотиков и её последствия — с другой.
Другие работы 2000-х годов включают серию портретов женщин из Армии обороны Израиля, черно-белые фотографии Camp X-Ray Guantanamo, cерия Cum, серия Armpit, и серия Kiss, для которой Сахихи сфотографировал себя целующимся с 18 людьми разной национальности, возраста и пола.
Самой обширной работой Сахихи является исследование Die Berlinerin (Берлинская женщина), инспирированное методом насыщенного описания Клиффорда Гирца, для которого он изобразил женщин, живущих в Берлине в период между 2013 и 2015 годами, с помощью поисковых категорий, различающихся по возрасту, профессии, жизненному плану, социальному происхождению и тому подобному. Полная серия была опубликована под тем же названием издательством DISTANZ.
За этим последовали ещё две серии фотографий, опубликованные в форме книги — Beautiful Berlin Boys, портреты молодых мужшин квир из Берлина, и The Operating Theatre — документальное свидетельство того, что происходит в операционной, вдохновленное больничными рисунками Барбары Хепуорт.
Наконец, весной 2019 года Сахихи вместе с друзьями и знакомыми из своего района Нойкёльн воссоздал знаменитую фреску Леонардо да Винчи под названием The Last Supper Wesertraße.

## Выставки
- 1999 MoMA PS1, Нью-Йорк (Millenium Warm Up; групповая выставка)
- 1999 353 Broadway, Нью-Йорк (Quiet, an artificial society of people living under surveillance; групповая выставка)
- 2000 Andrea Rosen Gallery, Нью-Йорк (John Connelly Presents: Ashkan Sahihi (Scream, Faces))
- 2000 Art Basel 31
- 2000—2001 Andrea Rosen Gallery, Нью-Йорк (Scream)
- 2001 MoMA PS1, Нью-Йорк (Drug Series)
- 2003 Axel Raben Gallery, Нью-Йорк (Cum Shots)
- 2004 Axel Raben Gallery, Нью-Йорк (Women of the IDF)
- 2005 Akureyri Art Museum; Акюрейри, Исландия (100 Million in Cash)
- 2005 Академия искусств, Берлин (Drug Series; групповая выставка)
- 2006 KW Institute for Contemporary Art, Берлин и MoMA PS1, Нью-Йорк (Drug Series; групповая выставка)
- 2007 Музей Морсбройх, Леверкузен (Drug Series; групповая выставка)
- 2007 Римский музей современного искусства (MACRO FUTURE), Рим (Drug Series; групповая выставка)
- 2008 Кунстхаус, Дрезден (Drug Series; групповая выставка)
- 2012 Art Virus Ltd., Франкфурт-на-Майне (Bilder einer Bewegung, die keine sein dürfte. Occupy Wall Street New York-Frankfurt a. M.; групповая выставка)
- 2012 Art Virus Ltd., Франкфурт-на-Майне (Occupy, Prohibition is Now; групповая выставка)
- 2015—2016 Galerie im Körnerpark (Die Berlinerin — Das Porträt einer Stadt)
- 2015—2016 Galerie Springer Berlin (Die Berlinerin — Das Porträt einer Stadt)
- 2016—2017 Kehrer Galerie Berlin (Beautiful Berlin Boys)
- 2017 Фестиваль Voies Off, Арль (Beautiful Berlin Boys, Operating Theatre)
- 2018 48 Stunden Neukölln
- 2019 Weserhalle Berlin (The Last Supper Weserstr.)
- 2020 McLaughlin Galerie Berlin (The New York Years)
- 2021 Amtsalon Berlin (The New York Years)